# Ayanda Patosi
Ayanda Patosi (ur. 31 października 1992 w Kapsztadzie) – południowoafrykański piłkarz grający na pozycji pomocnika.

## Kariera piłkarska
Patosi od 2011 roku do 2017 roku był zawodnikiem belgijskiego klubu KSC Lokeren. Do tego zespołu trafił z rodzinnego klubu − ASD Cape Town. W 2017 roku wrócił do ojczyzny i został zawodnikiem Cape Town City FC. Następnie grał w takich klubach jak: Esteghlal Teheran (2019), Baniyas SC (2019) i Fulad Ahwaz (2019-2023).

## Kariera reprezentacyjna
W reprezentacji RPA zadebiutował 11 października 2013 roku w towarzyskim meczu z Marokiem. Na boisku pojawił się w 59 minucie meczu. Od 2013 do 2016 rozegrał w kadrze narodowej 12 meczów i strzelił 3 gole.

## Sukcesy
Lokeren
- Puchar Belgii: 2012